# Lactarius cavinae
Lactarius cavinae é um fungo que pertence ao gênero de cogumelos Lactarius na ordem Russulales. A espécie foi descrita cientificamente pelo micologista tcheco Josef Velenovský em 1920.